# Ugarchin Point
Der Ugarchin Point (englisch; bulgarisch нос Угърчин nos Ugartschin) ist eine Landspitze an der Nordostküste von Robert Island im Archipel der Südlichen Shetlandinseln. Sie liegt 4,7 km westlich des Smirnenski Point und 4,2 km südöstlich des Newell Point.
Bulgarische Wissenschaftler kartierten sie 2009. Die bulgarische Kommission für Antarktische Geographische Namen benannte sie im Jahr zuvor nach der Stadt Ugartschin im Norden Bulgariens.